# Kanaanski pes
Kanaanski pes je pasma psa, v Izraelu znana kot Kelev K'naani, ki je po izgledu tipični divji pes (angleško pariarh). Prvič so ga uporabljali beduini kot ovčarskega psa v Izraelu. Danes se ga uporablja za skoraj vse namene. Je zelo dober človekov spremljevalec.
Ima rad otroke, vendar ni za v mesto. Odporen je vsem vremenskim razmeram. Ne potrebuje veliko nege ter je zelo učljiv in poslušen. Lahko se ga uporablja kot čuvaja živine, slednika, iskalca, reševalca ter spremljevalca. Težek je do 25 kg, visok pa od 48 do 61 cm. Njegova življenjska doba je od 12-13 let. Lahko je bele, peščene, rjave ali črne barve.